# 고려항공
고려항공(高麗航空, 영어: Air Koryo)은 북한의 국영 항공사이자 국책 항공사로 본사는 평양시 순안구역에 있으며 허브 공항은 평양 순안 국제공항이다.

## 개요 및 역사

조선민항 시절의 로고

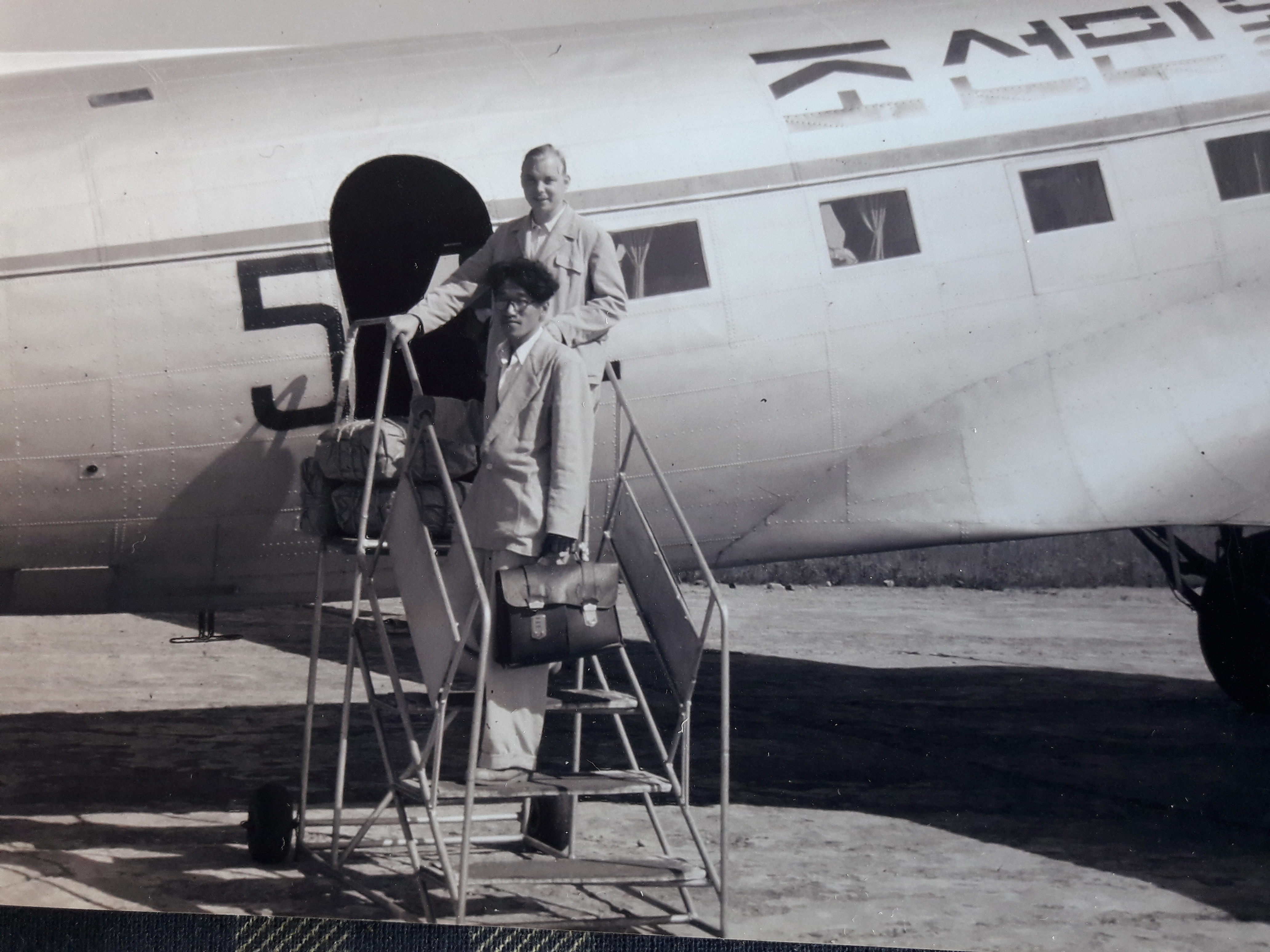
동독 함흥시 재건단(DAH) 멤버를 태운 조선민항 비행기(1958년)

### 초기
1950년에 소련-조선항공(蘇聯-朝鮮航空, SOKAO)로 설립했다가 한국 전쟁 발발 이후 취항이 잠정 중단되었고 1955년 9월 21일 조선민항(朝鮮民航, Korean Airways)으로 다시 설립하였으며 안토노프 An-2, 일류신 Il-12, 일류신 Il-14, 일류신 Il-18, 리슈노프 Li-2를 도입한 뒤 1992년 3월 28일에 현재의 사명으로 변경했다.

### 제트기 시대
1975년 체코슬로바키아 프라하, 동독 동베를린 등 동유럽 노선 개척을 위해 투폴레프 Tu-154기를 도입하였고 이를 따라 중단거리 항공기인 투폴레프 Tu-134, 국내선 항공기인 안토노프 An-24를 순차적으로 도입했다.
1980년대 항공 수요가 증가하면서 투폴레프 Tu-154기의 추가 도입했고 장거리 노선 운항을 위해 1982년 일류신 Il-62 4기를 도입했는데 이 가운데 2기는 모스크바와 같은 장거리 논스톱 노선에 투입했고 나머지 2기는 현재까지도 국가 VIP용으로 사용되고 있다.
그 중 1기는 대한민국 인천에서 열린 2014년 아시안 게임 당시에 북한 대표단과 선수단 수송용으로 서해 직항로를 통해 잠시 인천국제공항에 기착한 적이 있지만 기체 노후화와 부품 조달 부족으로 현재는 운항을 자제하고 있다.

### 활성화
1989년 베를린 장벽이 붕괴된 것을 시작으로 냉전이 종식되고 공산주의 체제가 붕괴됨에 따라 수요가 감소하였으며 1992년 10월 1일 사명을 현재 사명인 고려항공으로 개명하였다.
그 후 1993년 화물 수송을 위해 일류신 Il-76 3기를 도입했고 러시아와 중국 그리고 스위스 노선에 투입한 뒤 2010년 투폴레프 Tu-204 기종을 도입했으며 다른 기종을 추가 도입하여 노선 활성화를 계획 중이다.

### 현대화
고려항공은 기존의 안토노프 An-24기와 투폴레프 Tu-134 그리고 일부 일류신 Il-62기를 대체하고 미주, 유럽노선을 개척하기 위해 수호이 슈퍼제트 100과 중고 일류신 Il-96기를 도입을 고려하고 있다. 
또한 기존에 도입한 투폴레프 Tu-204기에 AVOD를 탑재하고 공항에 서방 공항에서 사용하는 저상버스를 도입하는 한편 기존 안토노프 An-148기를 운영하면서 보다 향상된 버전인 안토노프 An-158 1기를 도입하기로 하였다.
현재 고려항공은 중국 베이징, 상하이, 선양, 칭다오, 단둥, 마카오, 태국 방콕, 캐나다 토론토, 러시아 모스크바 등에 사무실이 있으며 홍콩, 말레이시아 쿠알라룸푸르, 싱가포르, 일본 도쿄, 대만 타이베이, 러시아 하바롭스크와 블라디보스토크에 대행사가 있다.
고려항공은 EU에서 명단을 작성하기 시작한 2006년부터 EU 역내 취항이 금지된 항공 회사 중 하나이며 2013년 7월 10일에 발표한 EU 취항 금지(EU-Ban) 항공사 명단 21차 개정판에서도 계속 운항 금지 조치가 연장되었으나 2010년 투폴레프 Tu-204 기종을 도입한 뒤 해당 두 기체만은 금지 대상에서 제외되었다.
2014년 3월 11일 유엔(UN)은 고려항공이 알려진 것처럼 민영(民營)항공사가 아니라 조선인민군 공군 소속이며 따라서 이 항공사에 대한 지원은 무기 금수(禁輸) 조항에 위반된다는 것을 밝혔다.
그러나 고려항공 소속 항공기가 전투를 하는 항공기가 아니며 사회주의 체제인 북한에서 정부의 영향을 받지 않는 순수한 민간 항공사가 존재할 수 있는지에 대한 물음 등 전문가들 사이에서도 여전히 논란이 일고 있다.
2020년 코로나19 범유행으로 노선이 무기한 운항 중지되었다가 이후 2023년 8월 23일 3년 7개월 만에 평양-베이징 간 노선 항공편이 재개된 것을 시작으로 같은 해 12월 11일에는 평양 - 블라디보스토크 간 노선, 13일에는 평양 - 선양 간 노선 항공편이 재개되었으며 웹사이트에서는 남북관계가 악화되었는데도 자사의 로고를 바꾸지 않다가 뒤늦게 바꿔놓았다.

## 보유 기종

### 현재 사용하는 기종
- 2024년 5월 기준으로 다음과 같이 보유 하고 있으며, 평균 기령은 16.1년이다.[8]

## 홈페이지/웹서비스
3개 국어(조선어, 영어, 중국어)를 지원하는데 한번 가입하면 탈퇴 기능이 없기 때문에 탈퇴가 불가능하며 탈퇴하려면 외국 메일(지메일, 야후메일 등)로 고려항공 본사에 영어로 탈퇴 요청 메일을 보내면 탈퇴하게 해준다.

## 해외평가
고려항공의 기내 음식 서비스 평가 항목에서 일반석 기준으로 '음식의 질'에서 별 1개(★☆☆☆☆), '음식의 양'에서 별 2개(★★☆☆☆)를 받았다.
2012년 6월 8일 세계 항공사의 서비스와 시설 등을 평가하는 영국의 항공 전문 자문회사인 스카이트랙스는 고려항공을 세계 최악의 수준으로 평가했다. 
고려항공에는 최하위 등급인 별 1개(★☆☆☆☆)를 부여했고 또한 일본에서 운영되는 블로그 '로켓뉴스24'의 영문 사이트에서도 전 세계 기내 음식의 만족도를 평가하는 고정 기고문을 통해 고려항공의 기내 음식이 형편없다고 소개가 된 후 2020년에도 별 1개를 부여받았으며 홈페이지의 경우 CNN은 인터넷 예약/발권 서비스의 속도가 굉장히 느리고 오류가 잦다는 이유로 최악이라고 평가했다.

## 사진

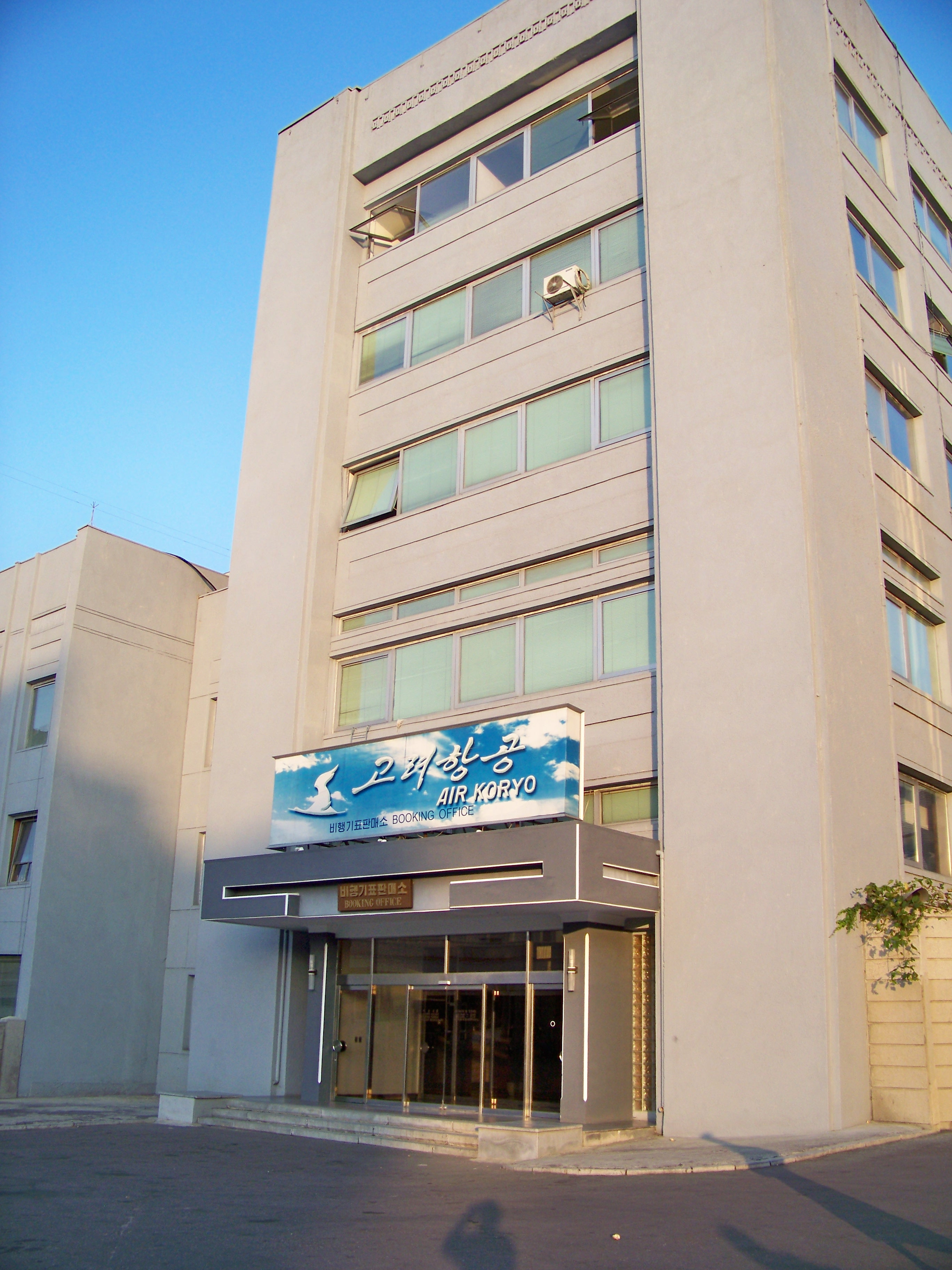
고려항공 공식 매표소, 평양 중부
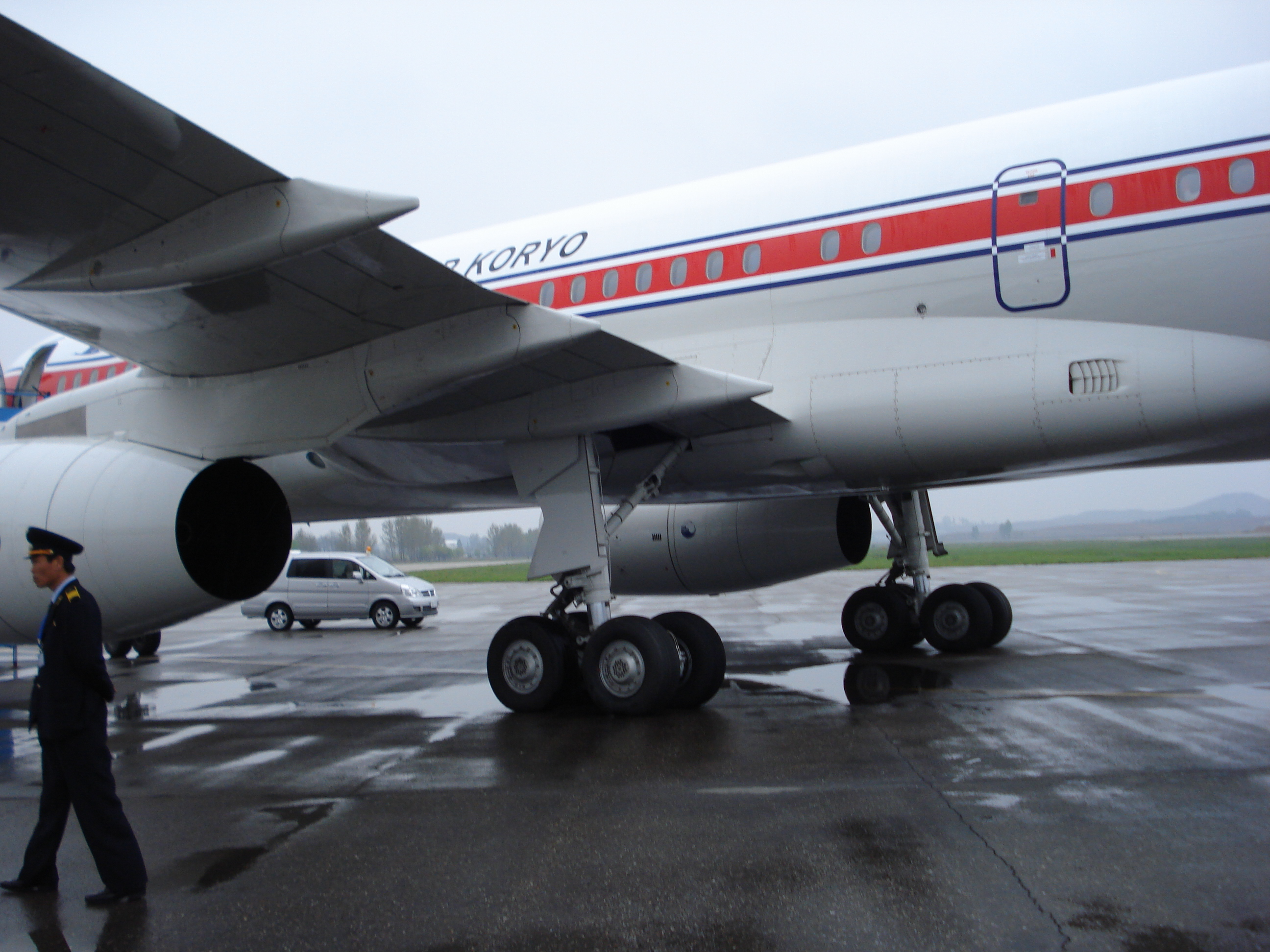
순안국제공항에서 출발 준비중인 고려항공의 투폴레프 Tu-204
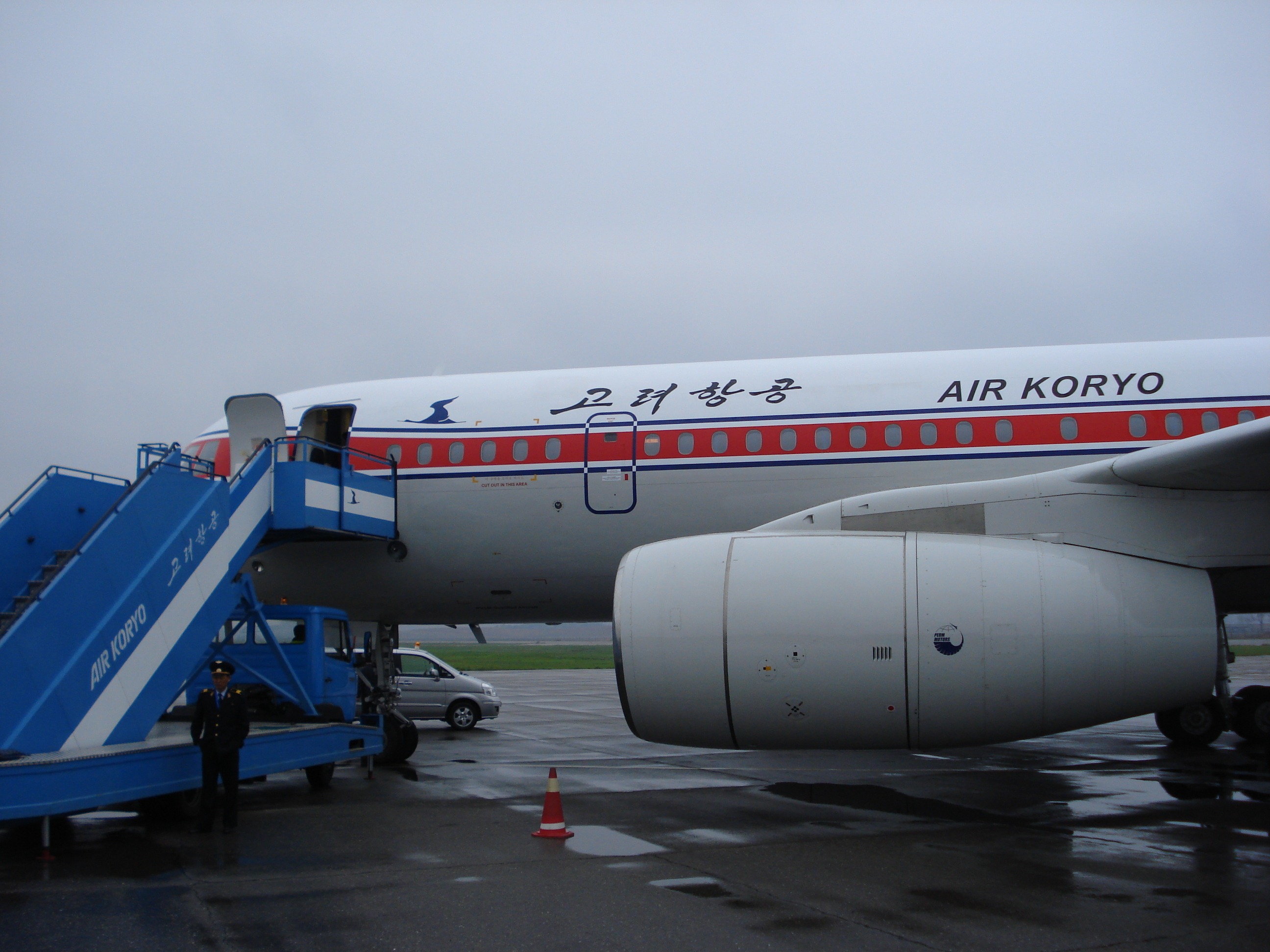
순안국제공항에서 출발 준비중인 고려항공의 투폴레프 Tu-204
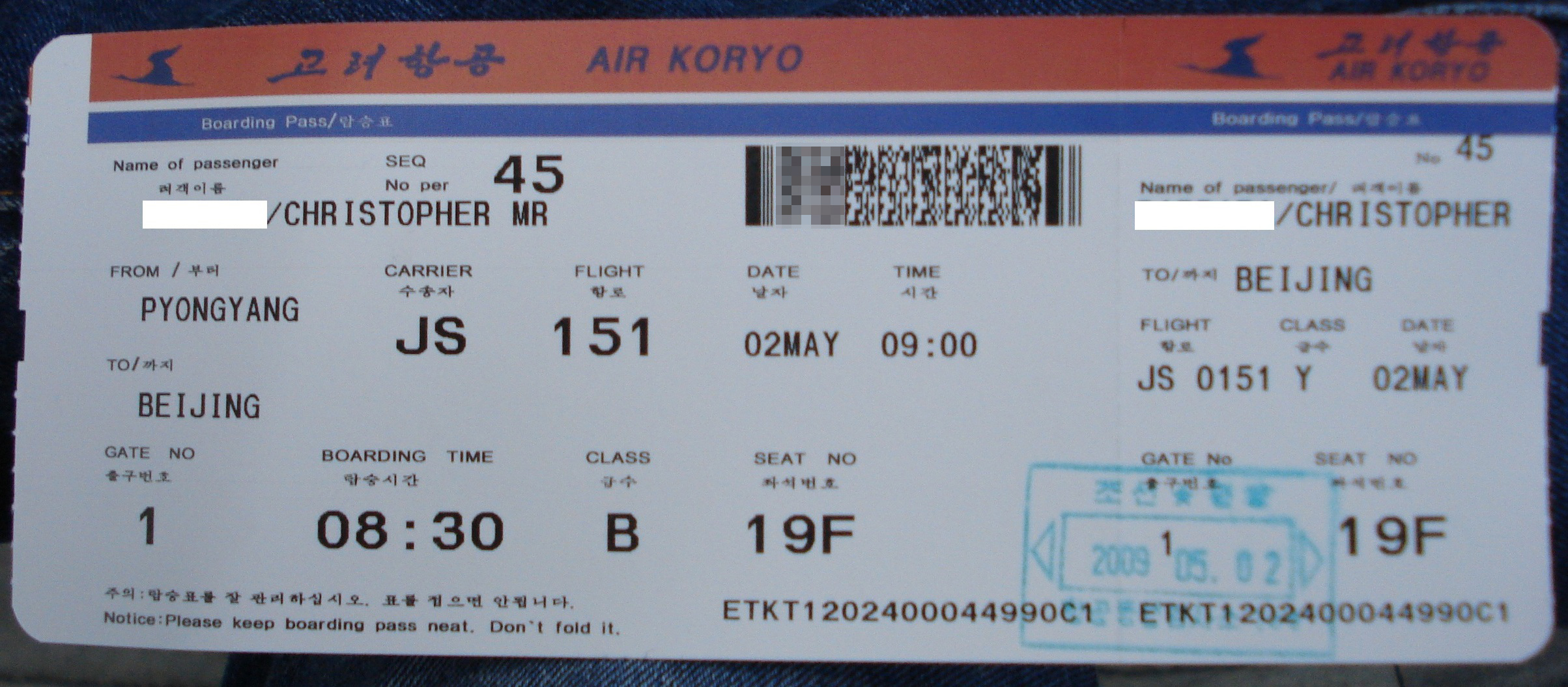
고려항공의 항공권
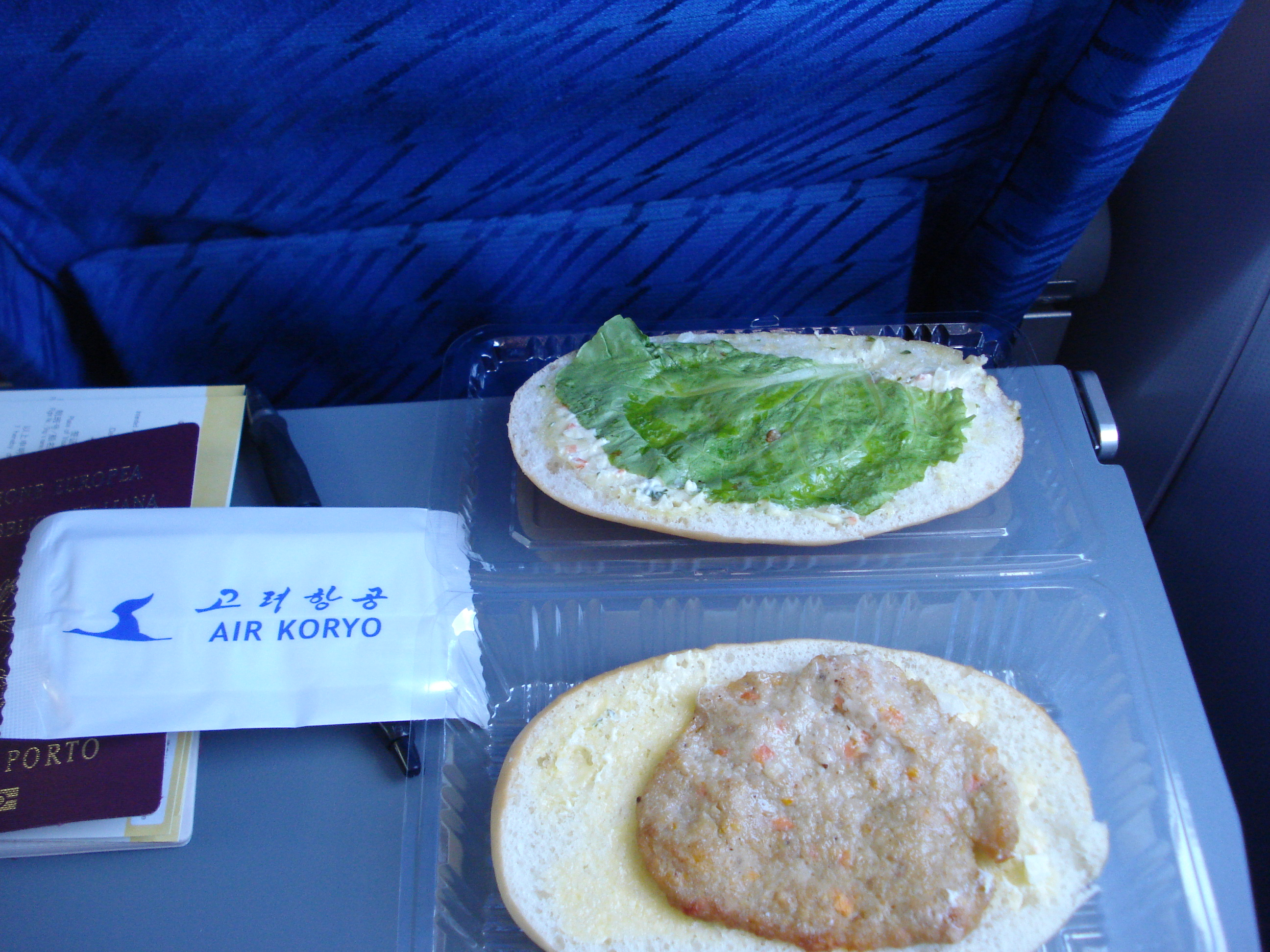
고려항공 기내식
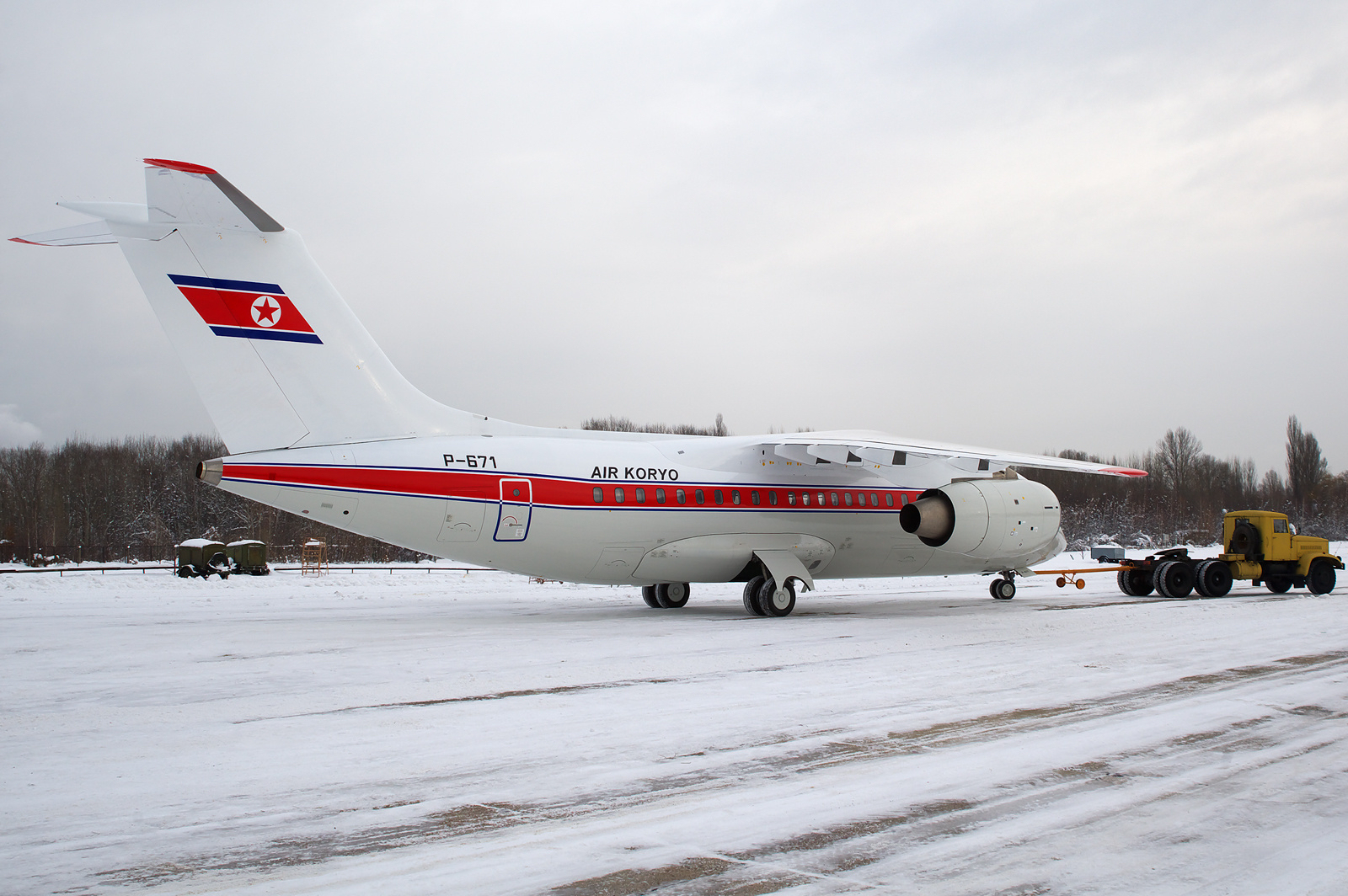
고려항공의 안토노프 An-148
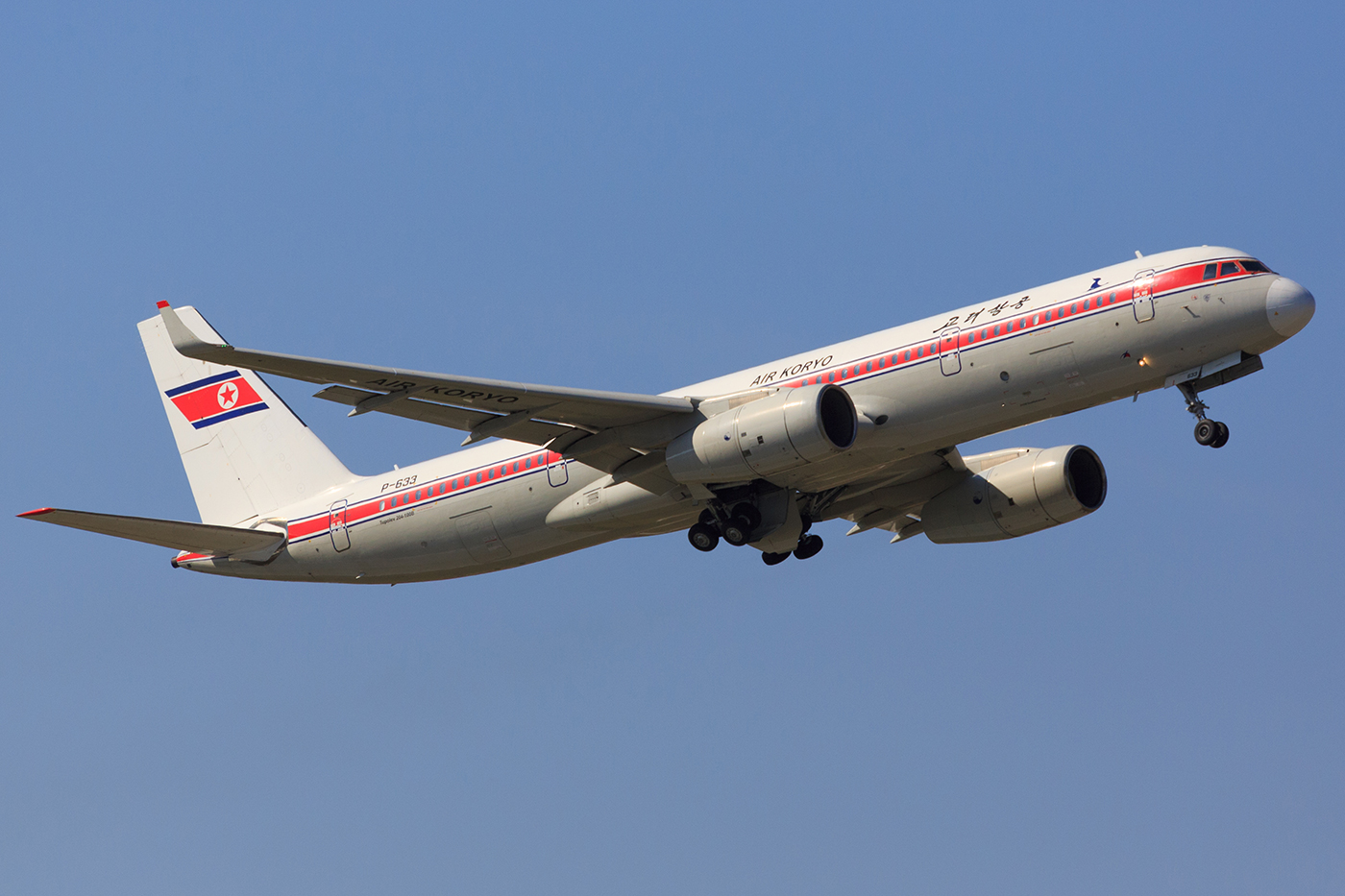
고려항공의 투폴레프 Tu-204-100B
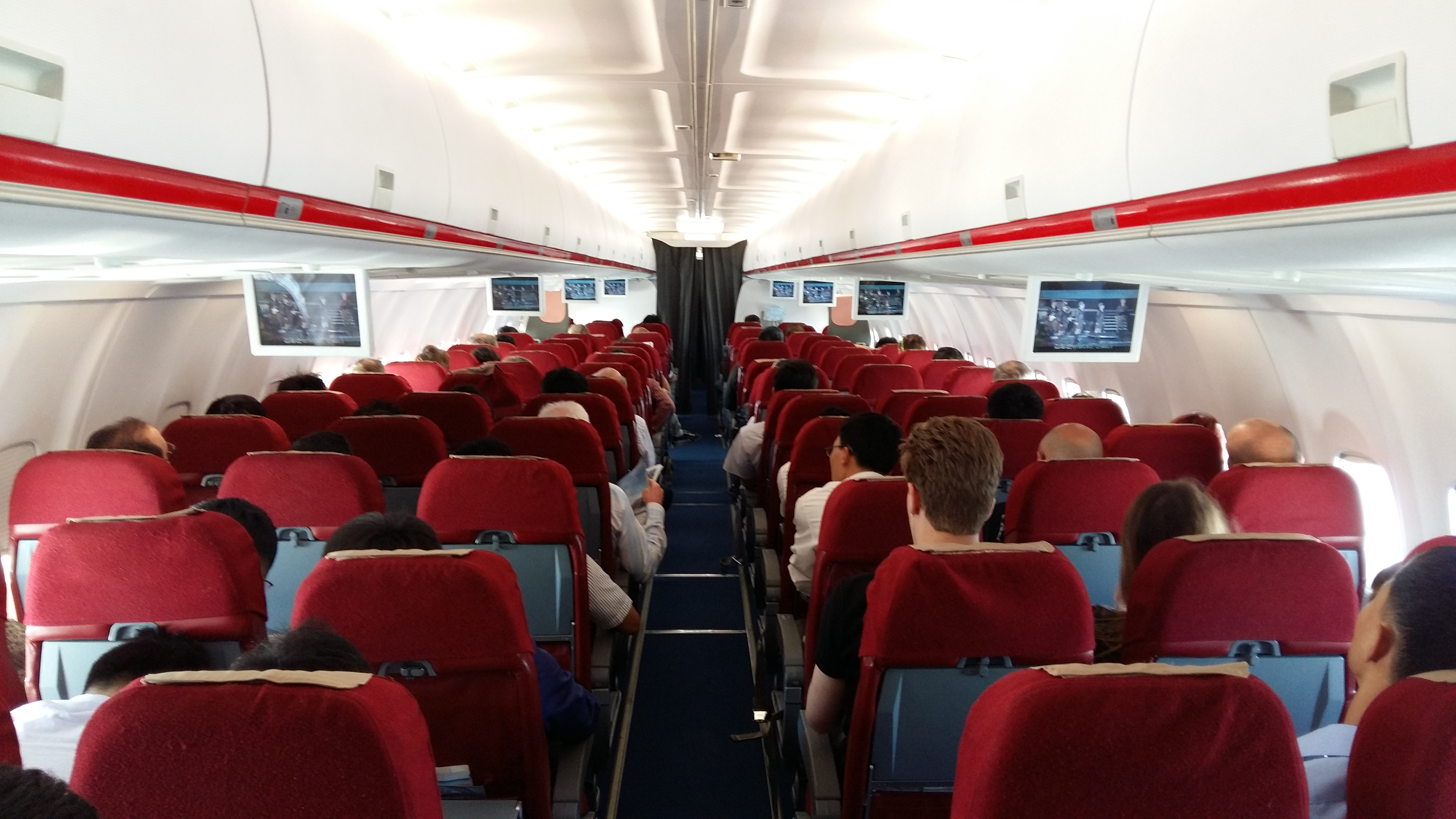
고려항공 투폴레프 Tu-204의 내부

## 사건 및 사고

### 국내선, 국제선 모두 포함
- 조선민항항공 시절인 1970년 8월 16일, 비행기가 추락하여 정치인 김원빈 수산상 등 탑승객 전원이 사망했으나 사실 북한에서는 김원빈이 병환으로 돌연사했다고 선전한다.
- 1972년 피바다가극단 항공기 참사 (1972년 평양에서 출발하여 모스크바로 가려는 투폴레프 Tu-154기가 버드 스트라이크로 인하여 소련 노보쿠즈네츠크 부근에서 추락해 피바다가극단 배우들을 포함한 승객 152명이 전원 사망했으며 그로부터 52년 후인 2024년 12월 29일 대한민국 무안국제공항에서 발생한 제주항공 2216편 활주로 이탈 사고 전까지 최악의 버드 스트라이크 사고였다.)
- 1979년 Tu-154 활주로 이탈 (1979년 평양에서 출발하여 헝가리의 수도 부다페스트까지 가던 투폴레프 Tu-154B기가 부다페스트 리스트 페렌츠 국제공항에 착륙 도중 조종사의 실수로 인하여 오버런해 랜딩기어와 날개가 손상되었던 사고였지만, 탑승객들은 전원 생존했다.)
- 1983년 조선민항 일류신 Il-62 추락 사고 (조선민항 시절 1983년 7월 1일 평양에서 출발해 기니의 수도 코나크리까지 비정기 운항을 하던 일류신 Il-62M기가 서아프리카 국가 기니의 중부에 위치한 고지대 Fouta Djallon에 추락하면서 탑승객 23명이 전원 사망한 사고다.)
- 1984년 2월 소련행 조선민항항공 여객기가 추락하면서 동민광 림업부장, 아이스하키 선수단을 포함한 탑승객이 전원 사망했다.
- 2006년 8월 15일 베이징에서 평양으로 귀환하는 투폴레프 Tu-154B 2기가 평양 순안 국제공항의 활주로에서 오버런했고 같은 날 같은 장소에서 또 다시 일류신 Il-62M기가 첫번째 착륙 시도에 실패했으며 두번째 시도에서 왼쪽 날개를 활주로에 긁었다.
- 2016년 7월 22일 이 항공사 소속의 Tu-204기가 평양을 출발하여 베이징으로 가다가 북~중 국경을 지난 후 기내에서 발생한 화재로 인해 중국 선양 타오셴 국제공항에 비상착륙했다. 승객 60여명, 승무원 15명 중 부상자는 없었다고 하나 이 사고를 계기로 중국 항공당국은 고려항공의 운항을 제한하기로 했으며 두 사고 모두 탑승자가 부상을 입지 않았고 기체 손상은 심각하지 않았다.